# Luke, Patient Provider
Luke, Patient Provider è un cortometraggio muto del 1916 diretto da Hal Roach e interpretato da Harold Lloyd.

## Trama
Quando un dottore è costretto, a causa di una mancanza di pazienti, a licenziare la sua bella infermiera, Luke viene a salvarla e usa la sua vetturetta per fornire un aiuto immediato in caso di necessità.

## Produzione
Il film fu prodotto da Hal Roach per la Rolin Films.

## Distribuzione
Distribuito dalla Pathé Exchange, il film - un cortometraggio di una bobina - uscì nelle sale cinematografiche USA il 19 novembre 1916.